# Карни, Пат
Патрисия Дора (Пат) Карни (англ. Patricia "Pat" Carney; 26 мая 1935, Шанхай, Китайская республика — 25 июля 2023, Ванкувер) — канадская журналистка, политик и университетский преподаватель. Первая женщина — деловой колумнист в ведущей канадской газете. В 1984—1988 годах занимала ряд министерских постов в консервативном кабинете Брайана Малруни. С 1990 по 2008 год — сенатор Канады, одновременно с 1991 по 1999 год адъюнкт-профессор Школы коммунального и регионального планирования Университета Британской Колумбии. Член ордена Канады (2011) и ордена Британской Колумбии (2019).

## Биография
Пат Карни происходит из семьи ирландских иммигрантов в Канаду, осевших в 1890-е годы в долине Оканаган (Британская Колумбия). Родилась в 1935 году в Шанхае, где её отец служил в полиции. В 1939 году родители перевезли девочку в Канаду, где она росла в регионе Кутни. Там Пат окончила среднюю школу в Нельсоне, после чего поступила в Университет Британской Колумбии. С 1952 по 1955 год редактировала студенческую газету Ubyssey. Получила первую степень по экономике и политологии, затем, в том же вузе, степень магистра по коммунальному и региональному планированию.
Окончив университет в 1960 году, начала карьеру делового колумниста, работая в основном в ежедневных газетах Vancouver Sun и The Province. Согласно Канадской энциклопедии, Карни стала первой женщиной, работавшей деловым колумнистом в крупной канадской газете. В 1970 году открыла собственную консультативную фирму, специализирующуюся на бизнесе в северных регионах Канады, в том числе в таких вопросах, как трубопроводы, спутниковая связь и деловые отношения. Компания, получившая название Gemini North, базировалась на Северо-Западных территориях, в незадолго до этого ставшем их столицей Йеллоунайфе.
По возвращении из Йеллоунайфа в Ванкувер занималась системами дистанцинного обучения. В 1979 году приняла участие в выборах в Палату общин Канады в округе Ванкувер-Центр как кандидат от Прогрессивно-консервативной партии, но в равной борьбе проиграла. Успеха достигла на следующий год, став первой женщиной-консерватором, избранной в канадский парламент от Британской Колумбии.
В свой первый срок в парламенте занимала пост критика по вопросам финансов и энергетики. После успешного переизбрания в 1984 году заняла должность министра энергетики, горной промышленности и природных ресурсов Канады в правительстве Брайана Малруни. Основной задачей Карни в этой роли стало заключение новых соглашений по энергии между федеральным правительством и западными провинциями, получивших название Западного соглашения (англ. Western Accord). Одновременно велась работа и над параллельным Атлантическим соглашением, заложившим основы экономического процветания провинции Ньюфаундленд и Лабрадор за счёт добычи нефти и газа. Во главе министерства энергетики Карни проводила курс на дерегулирование нефтегазовой промышленности и сворачивание Национальной энергетической программы.
Перестановки в кабинете Малруни в 1986 году привели Карни на пост министра внешней торговли, а затем — на должность президента казначейства. На этих должностях, как и на предыдущей, она стала первой женщиной в истории канадских правительственных кабинетов. Она принимала активное участие в урегулировании разногласий с США по вопросу о древесине мягких пород и в переговорах с этой страной о создании зоны свободной торговли. Канадская энциклопедия отмечает, что в этих переговорах Карни в частности учитывала интересы не только Центральной, но и Тихоокеанской Канады. Представляла Канаду также в рамках переговоров о создании организации Азиатско-Тихоокеанского экономического сотрудничества.
В 1988 году Карни оставила политику и вернулась в частный бизнес как ответственный редактор Pacific Press. Однако уже 30 августа 1990 года она была назначена сенатором от Британской Колумбии, став первой женщиной, представлявшей эту провинцию в сенате Канады, и первым консервативным сенатором от Британской Колумбии с 1931 года. В качестве сенатора боролась за права женщин (в том числе в 1991 году проголосовав против продвигаемого её партией закона против абортов). Вела работу по защите объектов культурного наследия Британской Колумбии, результатом которой стал принятый в 2008 году Закон о защите исторических маяков.
Одновременно с работой в сенате преподавала в Университете Британской Колумбии, где с 1991 по 1999 год была адъюнкт-профессором в Школе коммунального и регионального планирования. Входила в правление ванкуверского отделения YWCA и ряда частных корпораций (включая Rogers Media), консультативные советы при факультете журналистики Университета Британской Колумбии и при декане факультета естественных наук этого вуза. По представлению министра парков Канады возглавляла консультативную группу при Совете по историческим достопримечательностям и памятникам Канады. На протяжении более чем 20 лет занималась пропагандой исследований артрита. После завершения активной карьеры издала книгу мемуаров «Секреты производства» (англ. Trade Secrets, 2000) и сборник рассказов.
На пенсии проживала на острове Сатурна, входящем в южнуюю группу островов Галф у побережья Британской Колумбии. Стала одной из основателей Центра наследия Сатурны. Скончалась в Ванкувере в июле 2023 года, оставив после себя сына и дочь.

## Награды и звания
В 1977 году была удостоена премии Технологического института Британской Колумбии за инновации в области образования за роль в проекте спутникового дистанционного образования «Гермес». В 1984 году отмечена званием «женщина года» от ванкуверского отделения YWCA. В 2009 году удостоена награды за заслуги от Канадского общества изучения артрита.
В 2011 году произведена в кавалеры ордена Канады, в 2019 году — в кавалеры ордена Британской Колумбии. Почётный доктор Университета Британской Колумбии, Университета Саймона Фрейзера и Мемориального университета Ньюфаундленда, почётный член Королевского архитектурного института Канады.